# ديفيد دان (سياسي)
ديفيد دان (بالإنجليزية: David Dunn)‏ هو سياسي أمريكي، ولد في 17 يناير 1811 في كورنيش في الولايات المتحدة، وتوفي في 17 فبراير 1894 في ميكانيك فالس في الولايات المتحدة. حزبياً، نشط في الحزب الديمقراطي. وقد انتخب حاكم مين ‏ (1844 – 3 يناير 1844) وانتخب عضو مجلس نواب مين.